# Egelsee (Tannheim)
Egelsee ist ein Teilort der Gemeinde Tannheim im Landkreis Biberach in Oberschwaben. Egelsee ist bezogen auf die Einwohnerzahl der größte Teilort von Tannheim.

## Beschreibung

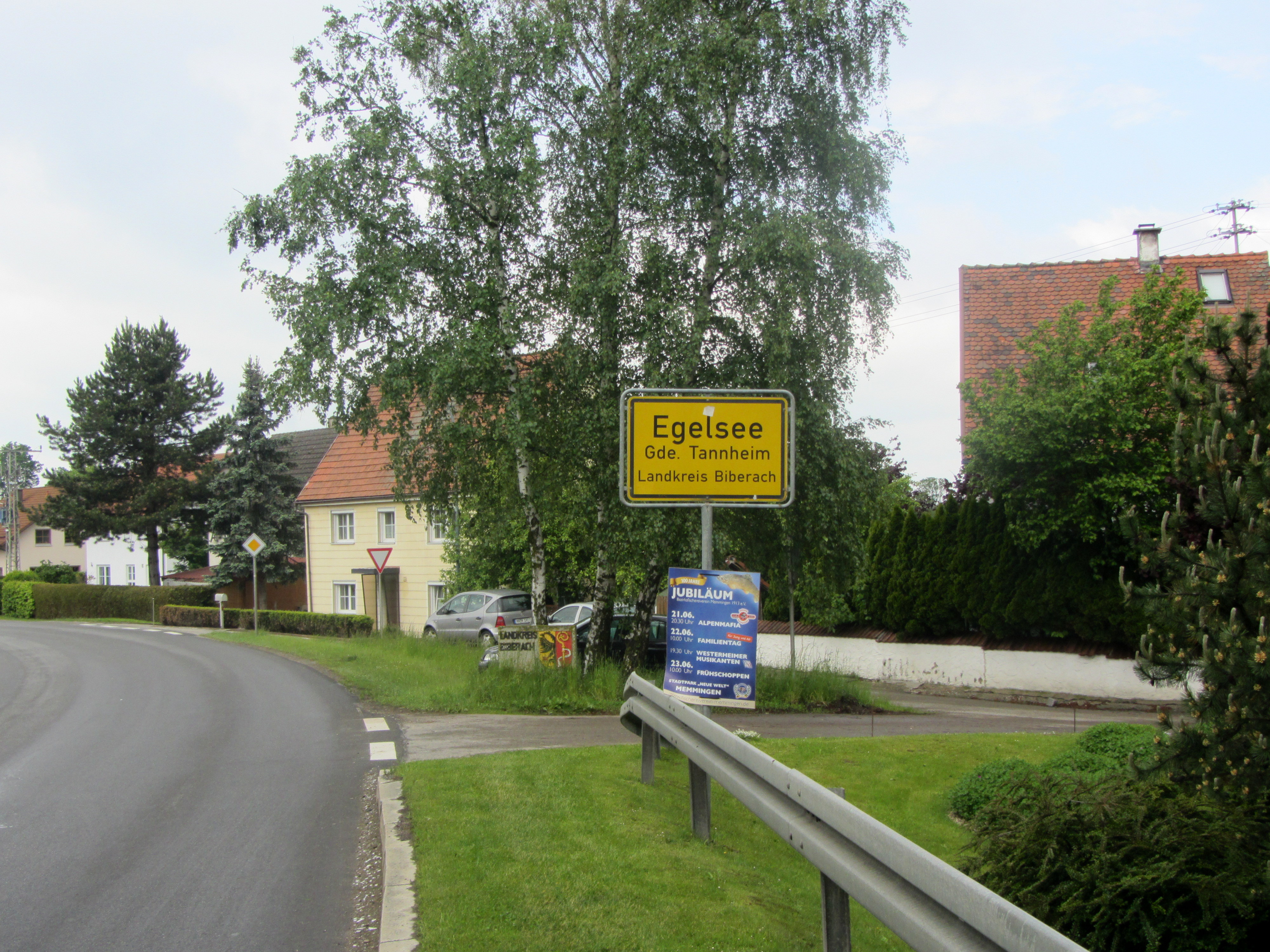
Egelsee (2013)

Egelsee liegt ungefähr vier Kilometer nordöstlich des Ortszentrums von Tannheim an der Landesstraße 300 nach Memmingen. Auf seiner Gemarkung befindet sich eine 1482 erstmals urkundlich erwähnte Kapelle St. Urban. Der Ort grenzt an die Iller, die zugleich die Landesgrenze zwischen Bayern und Baden-Württemberg bildet.
Vor dem Bau der Brücke über die Iller befand sich in dem Ort eine Fähranlegestelle mit Zollstation. Im Jahre 1397 fiel der meiste Besitz des Ortes an die spätere Reichsabtei Ochsenhausen. Die Rechte an der Illerfähre und Zollstation verblieben bei der späteren Reichsabtei Rot an der Rot. Weitere Rechteigentümer in Egelsee waren die freie Reichsstadt Memmingen und das Adelshaus Waldburg-Zeil.
Im Jahre 1482 verkaufte das Kloster Rot an der Rot die Fährrechte an die Stadt Memmingen. Am Ende des Dreißigjährigen Krieges 1647 wurde die Urbanskapelle von Memminger Bilderstürmern verwüstet.

### Bauwerke
- Kapelle St. Urban, 1482

### Wirtschaft
In dem Ort befinden sich mehrere landwirtschaftlichen Betriebe, eine Kfz- und Motorradwerkstatt und ein landwirtschaftliches Lohnunternehmen.